# Juan de Cevicos
Juan de Cevicos, también conocido como Juan Cevicós o Juan de Sevicos (c. 1576-?), fue un práctico y navegante español, capitán y maestre del galeón de Manila San Francisco, naufragado en Japón en 1609.
Así mismo, en su viaje de regreso a Manila en 1610, Cevicos fue capturado por la flota neerlandesa de la Compañía de las Indias Orientales. Tras ser liberado por el gobernador de Filipinas, Juan de Silva, Cevicos se convirtió en sacerdote, siendo adscrito al catedral de Manila hasta 1622, año en que fue enviado a Madrid.
En 1617, junto con otros «matemáticos» como Hernando de los Ríos y Juan de Segura Manrique, cosmógrafo mayor para las Filipinas, Cevicos tuvo que aparecer ante la Inquisición.
Entre 1623 y 1639, publicó una serie de discursos presentados ante el papa y la Corte, entre los cuales manifestó su oposición a la propuesta, realizada por Bartolomé Martínez en 1619, de una presencia española en Taiwán, más específicamente, en isla Hermosa.